# Argia pima
Argia pima е вид водно конче от семейство Coenagrionidae.

## Разпространение
Видът е разпространен в Мексико (Сонора) и САЩ (Аризона).